# وادي أجريكولا
وادي أجريكولا هو كومونا (بلدية) في مقاطعة كاسيرتا في منطقة كامبانيا الإيطالية ، وقد يقع على بعد حوالي 60 كيلومتر (37 ميل) شمال نابولي وايضا على بعد حوالي 40 كيلومتر (25 ميل) شمال كاسيرتا .
اذ يقع وادي أجريكولا على حدود البلديات التالية: ليتينو، براتاسانيتا، رافيزكانينا، سان جريجوريو ماتيسي، سانت أنجيلو دي لايف.